# Evann Guessand
Evann Ludovic Vidjannagni Guessand (Ajaccio, 1 juli 2001) is een Ivoriaans voetballer die bij voorkeur als aanvaller speelt. Hij verruilde in de zomer van 2025 OGC Nice voor Aston Villa. In 2024 debuteerde Guessand als international voor het Ivoriaans voetbalelftal.

## Clubcarrière

### Jeugd
Guessand speelde in de jeugd van ASPTT Marseille en kwam in 2014 in de jeugdopleiding van OGC Nice. Voor die club maakte hij op 5 januari 2020 zijn debuut in de Coupe de France tegen Fréjus Saint-Raphaël. Op 23 augustus maakte hij ook zijn Ligue 1-debuut tegen RC Lens. Hij speelde nog twee wedstrijden voor Nice in het begin van het seizoen.

#### Lausanne-Sport
Richting het einde van de zomerstop werd Guessand uitgeleend aan het Zwitserse Lausanne-Sport. Hij maakte op 3 oktober tegen FC Zürich zijn debuut voor de club met zijn eerste doelpunt voor de club en een 4-0 overwinning. Hij speelde in totaal 34 wedstrijden voor Lausanne-Sport, waarin hij goed was voor zeven goals en vijf assists.
Terug bij OGC Nice scoorde hij op 24 oktober tegen Olympique Lyon zijn eerste doelpunt voor Nice, wat de winnende treffer was in een 3-2 overwinning. Het was zijn enige treffer voor de club dat seizoen.

#### FC Nantes
Tijdens het seizoen 2022/23 werd Guessand opnieuw uitgeleend, ditmaal aan FC Nantes. Hij maakte op 7 augustus tegen Angers zijn debuut voor Nantes. Op 28 augustus was hij tegen Toulouse goed voor zijn eerste goal en assist voor de club. Op 8 september debuteerde hij tegen Olympiakos Piraeus in de Europa League: hij was in de blessuretijd goed voor de winnende 2-1. In totaal scoorde hij vijf keer in 44 wedstrijden voor Nantes.

### OGC Nice
Terug bij Nice stond Guessand voor zijn definitieve doorbraak in het eerste elftal van Nice. Hij miste geen enkele wedstrijd in het seizoen 2023/24 en kwam tot zeven goals daarin. Zijn beste seizoen voor de club volgde daarna. Hij was goed voor dertien goals en tien assists in alle competities. In totaal speelde hij 109 wedstrijden voor Nice (21 goals, vijftien assists).

### Aston Villa
Op 8 augustus 2025 tekende hij bij Aston Villa, dat 35 miljoen euro betaalde voor de Ivoriaanse international. Daar ging hij concurreren met onder meer Ollie Watkins en Donyell Malen.

## Clubstatistieken
| Seizoen | Club             | Competitie     | Competitie | Competitie | Beker | Beker | Overig | Overig | Totaal | Totaal |
| Seizoen | Club             | Competitie     | Wed.       | Dlp.       | Wed.  | Dlp.  | Dlp.   | Dlp.   | Wed.   | Dlp.   |
| ------- | ---------------- | -------------- | ---------- | ---------- | ----- | ----- | ------ | ------ | ------ | ------ |
| 2019/20 | OGC Nice         | Ligue 1        | 0          | 0          | 1     | 0     | –      | –      | 1      | 0      |
| 2020/21 | OGC Nice         | Ligue 1        | 3          | 0          | 0     | 0     | –      | –      | 3      | 0      |
| 2020/21 | → Lausanne-Sport | Super League   | 34         | 7          | 1     | 0     | –      | –      | 35     | 7      |
| 2021/22 | OGC Nice         | Ligue 1        | 20         | 1          | 5     | 0     | –      | –      | 25     | 1      |
| 2022/23 | → FC Nantes      | Ligue 1        | 30         | 3          | 6     | 1     | 8      | 1      | 44     | 5      |
| 2023/24 | OGC Nice         | Ligue 1        | 34         | 6          | 4     | 1     | –      | –      | 38     | 7      |
| 2024/25 | OGC Nice         | Ligue 1        | 33         | 12         | 2     | 0     | 7      | 1      | 42     | 13     |
| 2025/26 | Aston Villa      | Premier League | 0          | 0          | 0     | 0     | 0      | 0      | 0      | 0      |
| Totaal  | Totaal           | Totaal         | 154        | 29         | 19    | 2     | 15     | 2      | 188    | 33     |

Bijgewerkt t/m 14 augustus 2025.

## Interlandcarrière
Guessand speelde jeugdinterlands voor Frankrijk onder 16, onder 17, onder 18 en onder 19. Op 11 juni 2024 debuteerde Guessand voor Ivoorkust in de WK-kwalificatiewedstrijd tegen Kenia. Op 21 maart 2025 scoorde hij tegen Burundi zijn eerste interlandgoal voor Ivoorkust.